# 공항신도시 분기점
공항신도시 분기점(空港新都市分岐點, Airport New Town Junction, 공항신도시JC)은 인천광역시 중구 운서동에 설치된 제2경인고속도로와 인천국제공항고속도로가 만나는 분기점이자 제2경인고속도로의 기점이다. 인천국제공항고속도로의 기점은 공항신도시 분기점에서 인천 방향으로 1.98 km 떨어진 지점에 위치해 있다. 나들목의 기능을 겸하여 인천공항신도시나 인천국제공항으로 갈 수 있다.

## 연혁
- 1997년 9월 26일 : 배후지원단지 나들목 위치 변경으로 인해 도로구역 변경[1]
- 2000년 11월 21일 : 인천국제공항고속도로 개통과 함께 공항신도시 나들목으로 영업 개시[2]
- 2005년 12월 28일 : 인천광역시 도시계획시설 교통광장에 배후단지 분기점으로 변경[3]
- 2009년 10월 19일 : 제2경인고속도로 인천대교고속도로 민자구간 개통과 함께 분기점으로 변경됨.[4]

## 구조물 정보
직결램프가 포함된 클로버형 입체 교차로이며 제2경인고속도로 인천 방향에서 인천국제공항고속도로 인천국제공항 방향으로 이어지는 램프가 직결형이다.
- 위치: 인천광역시 중구 운서동

## 접속하는 노선・도로

### 성남방면
- 제2경인고속도로 (1번)

### 인천국제공항・고양방면
- 인천국제공항고속도로 (1번)

### 운서동방면
- 영종해안북로1050번길
- 간접 연결 : 영종해안북로 (운서 나들목 이용)